# آرتور کالینگ
آرتور کالینگ (انگلیسی: Arthur Collinge؛ ۲۸ ژوئیه ۱۸۹۷ – ۱۹۷۱ (۷۳−۷۴ سال)) بازیکن فوتبال بود.